# غوباخا
غوباخا (بالروسية: Губаха) هي إحدى مدن روسيا في الكيان الفدرالي الروسي بيرم كراي.

## أعلام
- فاغيز خيدياتولين